# Djoum
Djoum est une ville située dans la partie méridionale du Cameroun.

Administrativement, la commune forme un arrondissement appartenant au département du Dja-et-Lobo, lui-même subdivision de la région du Sud, l'une des dix régions que compte le pays.

## Géographie
La localité de Djoum est située sur la route nationale RN9 à 108 km à l'est du chef-lieu départemental Sangmélima. La commune est située dans l'écorégion des forêts humides du bassin occidental du Congo.
| Meyomessala | Bengbis |        |
| Meyomessi   | Djoum   | Mintom |
| Oveng       | Gabon   |        |

## Histoire
La commune mixte rurale de Djoum est créée en août 1952. Elle est démembrée en trois entités en 1995 pour former les communes de Mintom à l'est, et d'Oveng au sud-ouest.

## Population
Lors du recensement de 2005, la commune comptait 18 050 habitants, dont 5 447 pour Djoum Ville.

## Chefferies traditionnelles
L'arrondissement de Djoum
um compte trois chefferies traditionnelles de 2e degré :
- 778 : Canton Fang Centre
- 779 : Canton Boulou
- 780 : Canton Zamane

## Structure administrative de la commune
Outre Djoum proprement dit, la commune comprend les villages suivants :
- Aboelone
- Akak
- Akom-Binyeng
- Akom-Zamane
- Akonetye
- Akontangane
- Alat-Makae
- Alop
- Amvam
- Avebe
- Avobengono
- Ayene
- Bebo'o Bella
- Bilik-Akom
- Bindoumba
- Djop
- Djoum-Village
- Djouze
- Doum
- Efoulan
- Elleng
- Endengue
- Essong
- Mbouma
- Mebane I
- Mebane II
- Melen-Boulou
- Melen-Zamane
- Mendoung
- Meyos III
- Meyos-Obam
- Mfem
- Miatta
- Minko'o
- Minko'o Messeng
- Mveng
- Nkan
- Nko
- Nkolafendek
- Nkolenyeng
- Nyabibete
- Okpweng
- Otong-Mbong
- Yen

## Économie
La ville de Djoum est un centre d'exploitation forestière, ce qui explique la présence d'une scierie à environ six kilomètres du centre de l'agglomération. On y traite des essences exotiques telles que Sipo, Sapelli, Okan, Frake, Dibetou ou encore Iroko.

C'est également le lieu de cantonnement de la 111e Compagnie de combat et un centre du CIFAN (Centre d’instruction des forces armées nationales).

## Cultes
Le village chef-lieu est le siège de la paroisse catholique du Saint-Cœur-de-Marie de Djoum, fondée en 1946, rattachée au diocèse de Sangmélima.

## Personnalités
Princesse Arista